# 布邁德法
36°22′13″N 2°28′35″E / 36.37028°N 2.47639°E

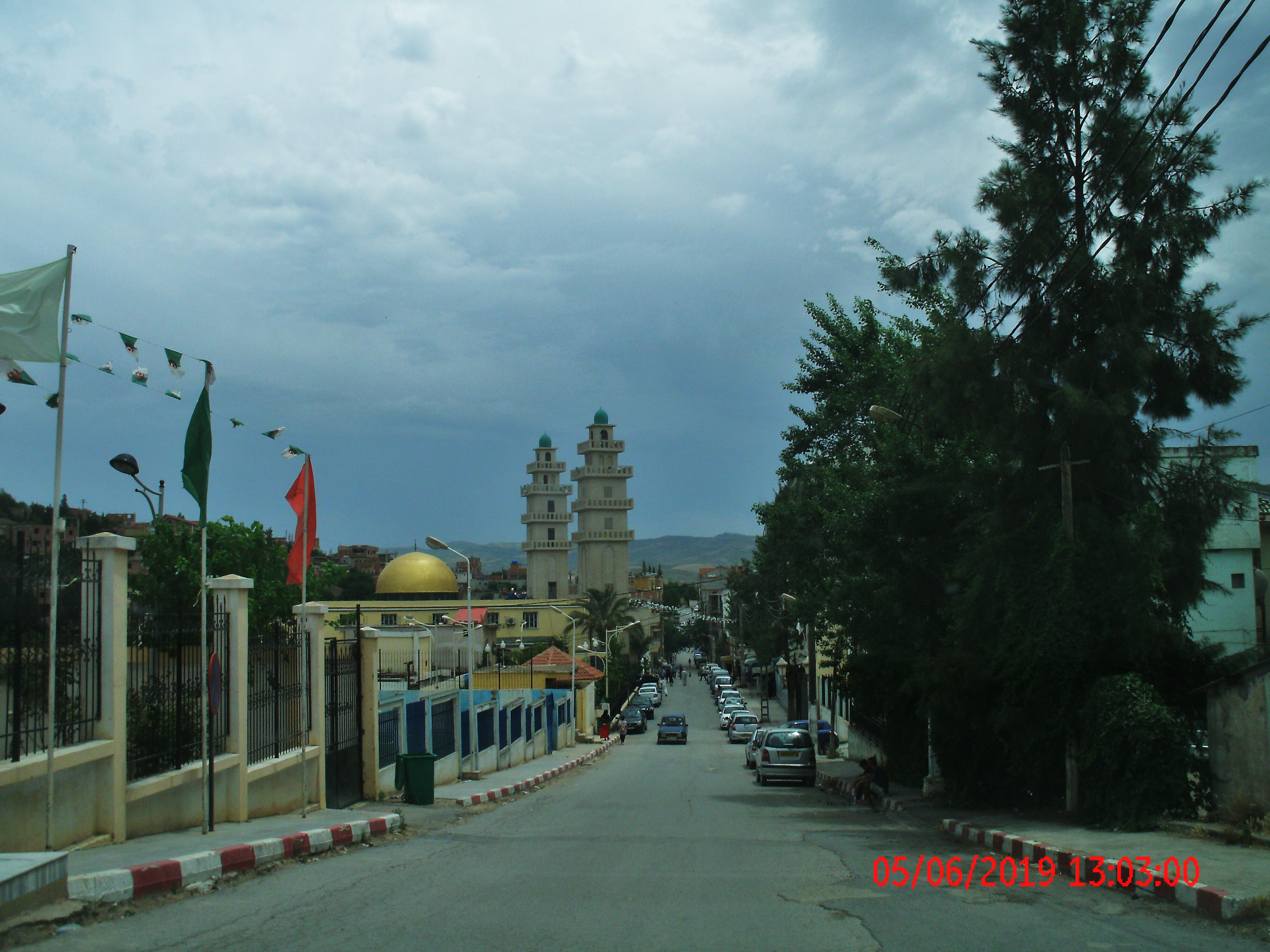
布邁德法

布邁德法（阿拉伯语：‎），是阿爾及利亞的城鎮，位於該國北部艾因迪夫拉省，是布邁德法區的首府，面積25平方公里，2008年人口21,509，人口密度每平方公里860人。